# Josep Bodria i Roig
Josep Bodria i Roig (València, 1842 - Alcoi, 1912), fou un poeta i escriptor valencià. Va néixer en una de les habitacions del convent del Carme, situada entre la portadai la torre. Estudià a l'Acadèmia de Belles Arts de València i després treballà al taller artístic de Josep Grollo. Des de 1863 es dedicà a la restauració de pintures i quadres religiosos i, a partir de 1872, començà a publicar poesies en valencià. Primer publicaria a La Ilustració Popular Económica, més endavant ho faria a Lo Rat Penat, Periòdich Lliterari Quincenal, Almanaque de Las Provincias, Lo Gay Saber, La Degollá, etc.
Fou un membre en actiu de la Renaixença valenciana, part del grup progressita de Constantí Llombart i participà en la fundació de Lo Rat Penat.

## Obres

### Poesia
- Roselles:[3] poesíes valencianes (1895) - En aquest llibre de poemes trobem representades les principals vetes de la poesia de l'època: les composicions costumistes "Costums de ma terra"), historicistes ("Tàlem de flors") i religioses ("A la Verge dolorida"), però on Bodria destaca més és en els poemes d'influència romàntica, textos sentimentals i delicats, amb breus pinzellades paisatgístiques, com "Sempre et voldré!" o "Sempreviva". Al final del llibre trobem un aplec de poemes, anomenat "Pomell de semprevives", en què el poeta manifesta el dolor perllongat i constant, derivat de la mort de la seua esposa Carlota Labaila.

- Fulles seques (1900)
- Llibret de recorts (1911)

### Prosa
- Festes de carrer (1906) - Es tracta d'una obra breu, presentada com a conferència en Lo Rat Penat. Bodria hi fa un recorregut per les festes que se celebraven dins de cada carrer a la ciutat de València, generalment amb motiu de la festivitat del sant del qual el carrer en qüestió rebia el seu nom. Aquestes festes, hui pràcticament desaparegudes, consistien quasi sempre en una sèrie d'ingredients: processó, missa major, ball, porrat, mascletà… Destaca el to nostàlgic de l'obra, ja que és molt probable que en el moment d'escriure's aquest opuscle les tradicions de les festes de carrer estigueren ja pràcticament en desús, a causa de l'empremta imparable de celebracions com les falles. Adolf Beltran, en el seu llibre Els temps moderns,[4] estableix la hipòtesi que potser el blasquisme, moviment esquerrà i anticlerical que a la ciutat de València tingué un gran seguiment, contribuí a potenciar la festa fallera, llavors de caràcter gremial i popular, enfront de les festes de caràcter religiós com les que descriu Bodria en el seu llibre.
- De don Quixot a Cervantes (1922)
- Flors de l'horta (1883)